# Five Points (Alabama)
Five Points és una població dels Estats Units a l'estat d'Alabama. Segons el cens del 2000 tenia 146 habitants.

## Demografia
Segons el cens del 2000, Five Points tenia 146 habitants, 58 habitatges, i 41 famílies. La densitat de població era de 54,7 habitants/km².
Dels 58 habitatges en un 25,9% hi vivien nens de menys de 18 anys, en un 48,3% hi vivien parelles casades, en un 19% dones solteres, i en un 27,6% no eren unitats familiars. En el 25,9% dels habitatges hi vivien persones soles el 12,1% de les quals corresponia a persones de 65 anys o més que vivien soles. El nombre mitjà de persones vivint en cada habitatge era de 2,52 i el nombre mitjà de persones que vivien en cada família era de 3,05.
Per edats la població es repartia de la següent manera: un 24% tenia menys de 18 anys, un 9,6% entre 18 i 24, un 23,3% entre 25 i 44, un 26% de 45 a 60 i un 17,1% 65 anys o més.
L'edat mediana era de 36 anys. Per cada 100 dones hi havia 97,3 homes. Per cada 100 dones de 18 o més anys hi havia 85 homes.
La renda mediana per habitatge era de 38.125 $ i la renda mediana per família de 41.750 $. Els homes tenien una renda mediana de 21.250 $ mentre que les dones 20.000 $. La renda per capita de la població era de 12.764 $. Aproximadament el 8,9% de les famílies i el 13,9% de la població estaven per davall del llindar de pobresa.

## Poblacions més properes
El següent diagrama mostra les poblacions més properes.